# راي بلوم (متزلج سريع)
راي بلوم (بالإنجليزية: Ray Blum)‏ هو متزلج سريع أمريكي، ولد في 11 أبريل 1919 في نوتلي ‏ في الولايات المتحدة، وتوفي في 5 مايو 2010 في Little Falls, New Jersey ‏ في الولايات المتحدة.

## وصلات خارجية
- راي بلوم على موقع SpeedSkatingBase.eu (الإنجليزية)
- راي بلوم على موقع SpeedSkatingNews.info (الإنجليزية)
- راي بلوم على موقع SpeedSkatingStats.com (الإنجليزية)
- راي بلوم على موقع اللجنة الأولمبية الدولية (الإنجليزية)
- راي بلوم على موقع أوليمبيديا (الإنجليزية)